# Keila Costa
Keila da Silva Costa (Abreu e Lima, 6 de fevereiro de 1983) é uma atleta brasileira, especialista em salto triplo e em distância. 

## Carreira

### Inicio
Keila Costa começou humildemente em seu estado, no Atletismo em 1993, aos 10 anos. Teve como grande incentivador o falecido locutor esportivo Luciano do Valle, que nele viu grande potencial, no salto em distância e triplo.
Conquistou medalha de bronze no salto triplo no IAAF/World Junior Championships em 2002, com a marca de 13,70 mts.
A atleta pernambucana disputou quatro edições de Jogos Olímpicos (Atenas 2004, Pequim 2008, Londres 2012 e Rio 2016) e conquistou três medalhas de prata em Jogos Pan-americanos: duas no Rio 2007 e uma em Toronto 2015.

### Rio 2007
Conquistou medalha de prata no salto em distância e salto triplo nos Jogos Panamericanos de 2007.

### Rio 2016
A campanha da atleta nas Olimpíadas de 2016 foram: 24º lugar no salto triplo feminino, com a marca de 13,78 m, e também, no salto em distância, ficando na 38ª posição após ter saltado 5,86 metros . 

### Atenas 2004
Keila participou das Olimpíadas de Atenas 2004 e Pequim 2008 no salto em distância. Em 2004 foi eliminada nas qualificatórias com um salto de 6,33 m, mas em 2008 conseguiu ir à final, terminando na 11ª colocação com um salto de 6,43 m.
No Campeonato Mundial Indoor de Atletismo de 2010, realizado em Doha, Keila obteve o bronze no salto em distância, saltando 6,63 m.

### Pequim 2008
A atleta conseguiu uma boa classificação, ficando em décimo lugar após a competição de salto em distância. 

### Londres 2012
Já nas olimpíadas de Londres, em 2012, a atleta ficou da décima nona colocação no salto triplo.

## Patrocínios
Favorecida pelo "Programa de Apoio a Jovens Talentos" promovido pela Confederação Brasileira de Atletismo e patrocinado pela CAIXA, Keila Costa deu início a sua ascensão, marcando presença em programas televisivos e conquistando apoio tanto do governo estadual quanto de empresas privadas.

## Desafio na carreira
No ano de 2003, quando estava com 20 anos e já alcançando sua altura atual de 1,70 metros, Keila Costa enfrentou uma decepção significativa. Uma lesão na perna a impossibilitou de participar dos Jogos Pan-Americanos em Santo Domingo. Essa adversidade foi um momento crucial que a levou a buscar uma transformação em sua carreira, e, como resultado, ela optou por se deslocar até Presidente Prudente, no estado de São Paulo, para treinar sob a orientação de Pedro Henrique Camargo de Toledo.

## Melhores marcas
- Salto em distância — 6m88 em 20 de maio de 2007
- Salto triplo — 14m57 em 9 de junho de 2007 (recorde sul-americano)